# 清江生物群
清江生物群是在中国湖北省宜昌市长阳地区发现的一个距今5.18亿年的化石库，其中保存了大量寒武纪软躯体化石，是自加拿大布尔吉斯页岩生物群与中国云南澄江生物群之后又一个重要的布尔吉斯页岩型化石库。清江生物群的生物多样性或超过布尔吉斯页岩与澄江生物群，对研究寒武纪生命大爆发有着重要意义。

## 发现过程
2007年，由西北大学地质学系教授张兴亮带领的研究团队首次在湖北长阳地区清江与丹江河交汇处发现了布尔吉斯页岩型化石库代表性的林乔利虫与纳罗虫化石。此后每年团队都会前往清江两三次开展踏勘工作。2014年，研究团队确定了这一化石库的巨大潜力，并将研究重心移至此处。至2019年为止，清江生物群共发掘出化石标本4351枚。
2019年3月，《科学》发表了团队的研究成果——《华南早寒武世布尔吉斯页岩型化石库——清江生物群》（The Qingjiang biota—A Burgess Shale–type fossil Lagerstätte from the early Cambrian of South China）。同期杂志上还配发了加拿大古生物学家、寒武纪大爆发研究专家艾利森·戴利（Allison Daley）的评论文章。

## 化石特点
清江生物群化石产于水井沱组中段地层。已发现的4351枚化石中包括了101个后生动物属与8个藻类属，其中53%为未曾有记录的新属种。稀疏性分析表明，清江生物群的物种多样性或超过包括布尔吉斯页岩生物群与澄江生物群在内的所有布尔吉斯页岩型化石库。此外，化石标本中水母、海葵等软躯体生物种类丰富，比例高达85%。
清江生物群化石的保存状况也优于布尔吉斯页岩生物群与澄江生物群。布尔吉斯页岩型化石库的特异埋葬均以有机碳质薄膜的形式保存。但布尔吉斯页岩生物群化石标本受到了后期变质作用的影响，而澄江生物群化石则遭到了严重风化作用的改造。与此相比，清江生物群的化石保存更为完好、精美，软体组织与器官形态结构等都清晰可见。
清江生物群与澄江生物群同属于寒武纪第三期，但澄江生物群生活于离海岸更近的浅水环境，而清江生物群则生活于较深水环境，两者具有很强的互补性。

## 古生物列表
清江生物群中的古生物化石包括（不含尚未定名的新属）：

| - 中华细丝藻属 Sinocylindra - 宏螺旋藻属 Megaspirellus - 斗篷海绵属 Choia - 细丝海绵属 Leptomitus - 小细丝海绵属 Leptomitella - 鬃毛状海绵属 Saetaspongia - 软骨海绵属 Halichondrites - 钱包海绵属 Crumillospongia - 海扎海绵属 Hazelia - 拟小细丝海绵属 Paraleptomitella - 四层海绵属 Quadrolaminiella - 中华先光海葵 Xianguangia sinica - 高足杯虫属 Dinomischus - 异射骨属 Allonnia - 原始管虫属 Archotuba - 偶线带螺属 Ambrolinevitus - 云南薄氏螺 Burithes yunnanensis - 日射水母贝属 Heliomedusa - 小舌形贝属 Lingulella - 滇东贝属 Diandongia - 伯吉斯虫属 Burgessia | - 纳罗虫属 Naraoia - 周小姐虫属 Misszhouia - 莫里森虫属 Mollisonia - 林乔利虫属 Leanchoilia - 莱得利基虫属 Redlichia - Estaingia - 关扬虫属 Kuanyangia - 梁山虫属 Liangshanella - 等刺虫属 Isoxys - 鳃虾虫属 Branchiocaris - 遵义虫属 Tsunyiella - 孙氏虫属 Sunella - 抱怪虫属 Amplectobelua - 赫德虾属 Hurdia - 史丹利蝦屬 Stanleycaris - 棒形虫属 Corynetis - 塞尔扣克虫属 Selkirkia? - 古虫属 Vetulicola - 伊尔东钵属 Eldonia - 云南虫属 Yunanozoon - 斑府虫属 Banffia |